# Hidvégi Ernő
Hidvégi Ernő; Hidvéghy, 1884-ig Tobak (Hedrehely, 1871. július 26. – Budapest, Erzsébetváros, 1950. október 3.) színész, színigazgató, színházi rendező.

## Életútja
Atyja Hidvégi Benő királyi tanácsos, tanfelügyelő, anyja Molnár Etelka. Pályáját 1889. október havában Egri Kálmánnál kezdte Budapesten, ezután 1894–95-ben Baján, majd 1899-től 1902-ig Kassán működött mint hősszerelmes és rendező. 1902-ben a Magyar Színház tagja volt, 1903–05-ben a Pécsi Nemzeti Színháznál játszott. 1902–03-ban Solymosi Elek színiiskolájában tanított. 1905-től 1910-ig tagja volt a kolozsvári Nemzeti Színháznak, ahol főleg a klasszikus drámák hőseit játszotta.
Csengő hangja, klasszikus metszésű arca és nemes pátosza révén mint tragikus hős szívesen látott tagja volt a vidéki színházaknak. Hosszú ideig tanácsosa és alelnöke volt az Országos Színészegyesületnek és mint ilyen, mindenkor harcolt a színészet ügyeiért. A Borsod megyei Lászlófalván 1908-ban rendezett Egressy-ünnepély eszméjének egyik megpendítője. 1910–14-ben a vidéket járta stagione társulatával, majd 1918–20-ban Szegeden, utána pedig Csáky Antalnál főrendezőként és színészként működött. 1926–27-ben Pécsett játszott tragikus hősszerepeket, emellett rendezéssel is foglalkozott. Halálát koszorúér-elzáródás okozta.

## Magánélete
Első felesége Sárközi Blanka (Róth Blanka), színésznő volt, aki 1875. november 9-én Abrudbányán született és meghalt 1928-ban. Színésznő lett 1895-ben, Balogh Árpádnál. 1900. április 12-én Miskolcon kötöttek házasságot. 1911-ben váltak el, 1927. április 1-én nyugalomba vonult. Második házastársa Lengyel Irén (Kolozsvár, 1890. január 23.–?) színésznő volt, aki 1907-ben Erdélyi Miklósnál lépett színpadra.

## Fontosabb színházi szerepei
- Bánk bán (Katona József)
- Othello (Shakespeare)
- Ádám (Madách Imre: Az ember tragédiája)

## Filmszerepei
- A tolonc (1914) – orvos
- Bánk bán (1914) – Miksa bán